# Джени Хан
Джени Хан (на английски: Jenny Han) е американска писателка на произведения в жанра любовен роман и детска литература.

## Биография и творчество
Джени Хан e родена  на 3 септември 1980 г. в Ричмънд, Вирджиния, САЩ. Има по-малка сестра. Завършва с бакалавърска степен Университета на Северна Каролина в Чапъл Хил и получава през 2006 г. магистърска степен по творческо писане за деца от университета „Ню скул“ в Ню Йорк. След дипломирането си работи в книжарница и в библиотека за детска литература.
През 2006 г. е издаден романът ѝ за юноши „Shug“, който започва да пише още в университета. Първият ѝ роман „The Summer I Turned Pretty“ от поредицата „Лято“. Поредицата става бестселър и я прави известна.
През 2012 г. е издаден романът ѝ „Burn for Burn“ от едноименната поредица в съавторство с писателката Сиобхан Вивиан, която среща, докато следва в университета „Ню скул“.
През 2014 г. е издаден романът ѝ „До всички момчета, които съм обичала“ от едноименната поредица. Главната героиня Лара Джийн пише любовни писма до петте момчета, които някога е обичала, писма, които никога не е изпратила и е прибрала в кутия за шапки, писма, които са за нея и нейното сбогуване. Но един ден писмата са изпратени по пощата до адресантите без нейно знание и любовният ѝ живот става кошмарен. Романът става бестселър. През 2018 г. е екранизиран в едноименния филм с участието на Лана Кондор, Андрю Бачелор, Мадлин Артър и Израел Брусард.
Джени Хан живее в Бруклин, Ню Йорк.

## Произведения

### Самостоятелни романи
- Shug (2006)

### Серия „Лято“ (Summer)
1. The Summer I Turned Pretty (2009)
2. It's Not Summer Without You (2010)
3. We'll Always Have Summer (2011)

### Серия „Изгори за огън“ (Burn for Burn) – със Сиобхан Вивиан
1. Burn for Burn (2012)
2. Fire with Fire (2013)
3. Ashes to Ashes (2014)

### Серия „До всички момчета, които съм обичала“ (To All the Boys I've Loved Before)
1. To All the Boys I've Loved Before (2014)
До всички момчета, които съм обичала, изд.: ИК „Ибис“, София (2017), прев. Боряна Даракчиева
2. P.S. I Still Love You (2015)
P.S. Все още те обичам, изд.: ИК „Ибис“, София (2017), прев. Боряна Даракчиева
3. Always and Forever, Lara Jean (2017)
С обич, завинаги, Лара Джийн, изд.: ИК „Ибис“, София (2018), прев. Силвия Желева

### Сборници
- My True Love Gave to Me (2014) – със Стефани Пъркинс, Холи Блек, Али Картър, Мат де ла Пеня, Гейл Форман, Бранди Колбърт, Дейвид Левитан, Кели Линк, Майра Макинтайър, Лейни Тейлър, Рейнбоу Роуъл и Кирстен Уайт
разказ в сборника „Любовта ми подари : 12 празнични истории“, изд.: „Сиела“, София (2016), прев. Деница Райкова[1]
- Summer days & summer nights (2016) – с Вероника Рот, Касандра Клеър, Дженифър Е. Смит, Лий Бардуго, Лев Гросман, Стефани Пъркинс, Либа Брей, Франческа Лия Блок, Джон Сковрон, Нина Лакур и Тим Федерле
“Поларис е мястото, където ще ме намериш“ в „Летни дни и летни нощи : 12 любовни истории“, изд.: „Сиела“, София (2016), прев. Деница Райкова

### Екранизации
- 2018 To All the Boys I've Loved Before - филм на Netflix